# Episodi di Notorious
La prima e unica stagione della serie televisiva Notorious è stata trasmessa negli Stati Uniti per la prima volta dall'emittente ABC dal 22 settembre all'8 dicembre 2016.
In Italia, la stagione è andata in onda in prima visione satellitare su Fox Life, canale a pagamento della piattaforma Sky, dal 16 gennaio al 20 febbraio 2017.
| nº | Titolo originale            | Titolo italiano            | Prima TV USA      | Prima TV Italia  |
| -- | --------------------------- | -------------------------- | ----------------- | ---------------- |
| 1  | Pilot                       | Il caso Keaton             | 22 settembre 2016 | 16 gennaio 2017  |
| 2  | The Perp Walk               | Alla ricerca del colpevole | 29 settembre 2016 | 23 gennaio 2017  |
| 3  | Friends and Other Strangers | Amici e... altri estranei  | 6 ottobre 2016    | 30 gennaio 2017  |
| 4  | Tell Me a Secret            | Raccontami un segreto      | 13 ottobre 2016   | 30 gennaio 2017  |
| 5  | Missing                     | Scomparsi                  | 20 ottobre 2016   | 6 febbraio 2017  |
| 6  | Kept and Broken             | Destini diversi            | 27 ottobre 2016   | 6 febbraio 2017  |
| 7  | Chase                       | Caccia all'uomo            | 3 novembre 2016   | 13 febbraio 2017 |
| 8  | The Burn Book               | Diario segreto             | 10 novembre 2016  | 13 febbraio 2017 |
| 9  | Choice                      | La scelta                  | 17 novembre 2016  | 20 febbraio 2017 |
| 10 | Taken                       | Rapita                     | 8 dicembre 2016   | 20 febbraio 2017 |